# Caminho de ferro de Moçamedes
Pour les articles homonymes, voir CFM.
Caminho de ferro de Moçamedes E.P. (CFM) est l'exploitant du Chemin de fer de Moçâmedes (pt), ligne du port de Namibe (Moçamedes au temps colonial) à Menongue (Cuando-Cubango), longue de 756 km, avec une branche de 151 km vers Cassinga Norte (Huíla) en Angola. La ligne passe par Lubango, Matala et Mavinga.

## Histoire
L'unité économique d'État est créée par la loi 72/1980 du 26 mars. Elle est, le 21 juillet 2002, transformée en entreprise publique.
L'infrastructure, fortement endommagée lors du conflit interne, est réhabilitée de 2006 à 2012 et redevient opérationnelle en 2015.

## Entreprise
Caminho de Ferro de Moçâmedes-E.P (CFM) est une entreprise publique (E.P.) dépendant directement du ministère des Transports de l'Angola. Elle est située Avenida do Aeroporto D, Bairro St António à Lubango.

## Infrastructure
Le Chemin de fer de Moçâmedes (pt).